# Somogyzsitfa
Somogyzsitfa là một thị trấn thuộc hạt Somogy, Hungary. Thị trấn này có diện tích 27,22 km², dân số năm 2010 là 629 người, mật độ 23 người/km².